# Somatidiopsis biroi
Somatidiopsis biroi là một loài bọ cánh cứng trong họ Cerambycidae.